# 奇克斯鎮區 (北卡羅萊納州奧蘭治縣)
奇克斯鎮區（英語：Cheeks Township）是位於美國北卡羅萊納州奧蘭治縣的一個鎮區。

## 地方資料
奇克斯鎮區的面積為131.57平方千米，皆為陸地。根據2020年美國人口普查的數據，當地共有人口11050人，而人口密度為每平方千米83.99人。